# Rhinobatos penggali
Rhinobatos penggali es una especie de peces de la familia Rhinobatidae en el orden de los Rajiformes.

## Morfología
• Los machos pueden llegar alcanzar los 86,4 cm de longitud total y los 99,2 las hembras.

## Reproducción
Es ovíparo.

## Distribución geográfica
Se encuentra en las  costas de Indonesia.